# 九州一周駅伝
高松宮賜杯 西日本各県対抗九州一周駅伝競争大会（たかまつのみやしはい にしにっぽんかくけんたいこうきゅうしゅういっしゅうえきでんきょうそうたいかい）は、かつて開催されていた日本の駅伝競走大会。通称は、2010年の第59回以前は「九州一周駅伝」、2011年の第60回より「グランツール九州」。
「九州一周駅伝」は1000キロ超のコースを10日間かけて走破する駅伝大会として「世界最長距離の駅伝」といわれてきたが、2011年に九州新幹線が全通し、また第60回を迎えたことにより、自転車のツール・ド・フランス、自動車のダカールラリーに似たステージ制の大会形式に変更された。しかし、運営上の問題などにより、2013年の大会を最後に廃止された。

## 概要
西日本新聞社が主催し、毎年10月末から11月上旬にかけ、九州7県および沖縄・山口両県の選抜選手による各県対抗方式で行われていた大会である。長崎市をスタートし、九州各県を回って福岡市の西日本新聞本社前をゴールとしていた（区間と距離、参加チームに若干の変更や入れ替わりがある）。
1952年に「西日本各県対抗九州一周駅伝競走大会」として始まった大会で、1956年に高松宮宣仁親王が大会に賜杯を行ったことから、優勝チーム（県）には、優勝旗・高松宮賜杯が贈られていた。第59回（2010年）までは例年、金曜日から翌々週日曜日までの10日間にわたって行われた。
2011年（第60回）よりステージ制に変更し、「グランツール九州」の名称を導入した。

## 歴史

### 創設（1952年）
元陸上競技選手でオリンピック出場経験もある西日本新聞社運動部長納戸徳重（福岡県出身）が、大会創設の中心となった。「日本初のオリンピック選手」の一人で、陸上競技界の指導者の一人であった金栗四三（熊本県出身、納戸の東京高等師範学校での先輩にあたる）もこの発想に加わっているという。
1952年、「西日本各県対抗九州一周駅伝競走大会」開催。長崎市の長崎県庁前をスタートし、福岡市の西日本新聞本社前をゴールとする70区間、1090.29kmを走破する大会として開催された。

### 第59回（2010年）まで
1956年、高松宮宣仁親王が大会に賜杯。これにより「高松宮杯・西日本各県対抗九州一周駅伝競走大会」と改称。大会名称は、1960年に「高松宮杯争奪・西日本各県対抗九州一周駅伝競走大会」、1967年に「高松宮賜杯・西日本各県対抗九州一周駅伝大会」と改められた。
コースは、長崎市の平和祈念像前（平和公園）で原爆死没者の冥福を祈って黙祷の後スタートして九州各県を回り、最終日に福岡市の西日本新聞社本社前にゴールする約1056.6 km、合計72区間。長大なレースであることから、選手保護の為、選手が途中棄権してもチーム自体は失格（棄権）にはならずに『その区間の一番遅いタイムに5分加算』し次の区から再びレースが続行できる特別なルールがあった。
2001年は、大会50回記念と、サッカーワールドカップ日韓共同開催を翌年に控えていたため、初めて九州・山口地方9県以外のチームとして、韓国選抜がオープン参加し、累計9位となった。また2007年には関東学連選抜がオープン参加、4番目にゴールした。

### 第60回（2011年）以降
第60回を迎えた2011年に、大会は大きく変更される。選手・運営者の負担軽減に加え、新幹線全通を機に九州の観光振興も図ろうという目的から、長崎から福岡までの道を“ぶつ切り”にし、ステージ制・8日間の戦いに変更。「グランツール九州」の名称を導入した。これまで参考記録程度だった日間1位についても、ステージ優勝として表彰することにした。またこれに伴い、後援者の入れ替わりがあった。第60回は10月最終日曜日から翌週日曜日までの8日間の日程で、51区間739.9キロのコースで開催された。

### 大会終焉（2013年）
しかし、2013年7月5日に開催された記者会見で、交通量の増加による警備などの運営費増大や、選手の安全確保の問題から、同年10月27日から開催する「第62回グランツール九州大会」を最後として大会を廃止すると発表した。九州陸上競技協会は「経費や交通量の問題を総合的に判断して廃止を決めた」としている。
同年11月3日に行われたレースをもって大会は廃止された。

## 関係諸団体
主催
西日本新聞社、グランツール九州組織委員会（第60回から）、九州陸上競技協会（第60回から）
共催
九州陸上競技協会（第59回まで）、参加各県とその教育委員会
後援
日本陸上競技連盟、福岡市、北九州市、両市教育委員会、FNS九州・沖縄8社、TVQ九州放送（第59回まで）、（以下第60回から）NHK福岡放送局、大分合同新聞社、宮崎日日新聞社、南日本新聞社、琉球新報社
OTV沖縄テレビ放送は、これと金鷲旗高校柔道大会・玉竜旗高校剣道大会に限って、西日本新聞社との関係を持っている（琉球新報も60回から参加）。TXNのTVQが加わっていたのは西日本新聞社が大株主として入っているため。
メインスポンサー
JR九州、富士通、ダイワハウス（第59回まで）

## コース
中継所の正式名称は公式サイトを参照。

### 第59回まで
| 日程   | 区間数 （距離）    | コース（その日のゴール市町村が関係者宿泊地） | コース（その日のゴール市町村が関係者宿泊地） | コース（その日のゴール市町村が関係者宿泊地） | コース（その日のゴール市町村が関係者宿泊地） | コース（その日のゴール市町村が関係者宿泊地） | コース（その日のゴール市町村が関係者宿泊地） | コース（その日のゴール市町村が関係者宿泊地） | コース（その日のゴール市町村が関係者宿泊地） | コース（その日のゴール市町村が関係者宿泊地） | コース（その日のゴール市町村が関係者宿泊地） |
| ------ | ------------------ | -------------------------------------------- | -------------------------------------------- | -------------------------------------------- | -------------------------------------------- | -------------------------------------------- | -------------------------------------------- | -------------------------------------------- | -------------------------------------------- | -------------------------------------------- | -------------------------------------------- |
| 日程   | 区間数 （距離）    | スタート                                     | 〜1区                                        | 〜2区                                        | 〜3区                                        | 〜4区                                        | 〜5区                                        | 〜6区                                        | 〜7区                                        | 〜8区                                        | 〜ゴール                                     |
| 第1日  | 7区間 （95.2 km）  | 長崎市 平和祈念像前                          | 東長崎                                       | 諫早市                                       | 大村市                                       | 千綿                                         | 川棚                                         | 佐世保市 早岐地域                            | 佐世保 市役所前                              | 佐世保 市役所前                              | 佐世保 市役所前                              |
| 第2日  | 6区間 （73.9 km）  | 佐世保 市役所前                              | 早岐                                         | 有田町                                       | 武雄市                                       | 江北町 肥前山口駅前                          | 小城市                                       | 佐賀市 佐賀県庁前                            | 佐賀市 佐賀県庁前                            | 佐賀市 佐賀県庁前                            | 佐賀市 佐賀県庁前                            |
| 第3日  | 8区間 （117.8 km） | 佐賀県庁前                                   | 吉野ヶ里町                                   | 鳥栖市                                       | 久留米市                                     | 筑後市 船小屋駅前                            | 大牟田市                                     | 玉名市                                       | 熊本市 植木町                                | 西日本新聞 熊本総局横                        | 西日本新聞 熊本総局横                        |
| 第4日  | 7区間 （95.4 km）  | 西日本新聞 熊本総局横                        | 宇土市                                       | 竜北西                                       | 八代市                                       | 日奈久温泉                                   | 肥後田浦駅前                                 | 湯浦駅前                                     | 水俣市 水俣駅前                              | 水俣市 水俣駅前                              | 水俣市 水俣駅前                              |
| 第5日  | 7区間 （118.3 km） | 水俣駅前                                     | 出水市                                       | 阿久根市                                     | 西方駅前                                     | 薩摩川内市                                   | いちき串木野市 市来駅前                      | 日置市 伊集院駅前                            | 鹿児島 市役所前                              | 鹿児島 市役所前                              | 鹿児島 市役所前                              |
| 第6日  | 9区間 （129.3 km） | 鹿児島 市役所前                              | 重富                                         | 霧島市 東国分                                | 牧の原                                       | 通山                                         | 都城市                                       | 高城                                         | 四家                                         | 高岡                                         | 宮崎市 宮崎県庁前                            |
| 第7日  | 6区間 （86.7 km）  | 宮崎県庁前                                   | 広瀬                                         | 高鍋町                                       | 都農                                         | 寺脇                                         | 日向市                                       | 延岡市役所前                                 | 延岡市役所前                                 | 延岡市役所前                                 | 延岡市役所前                                 |
| 第8日  | 7区間 （113.3 km） | 延岡 市役所前                                | 北川                                         | 宗太郎                                       | 直川                                         | 植松                                         | 川登                                         | 筒井                                         | 大分市 西日本新聞 大分総局前                 | 大分市 西日本新聞 大分総局前                 | 大分市 西日本新聞 大分総局前                 |
| 第9日  | 8区間 （128.2 km） | 西日本新聞 大分総局前                        | 別府市 亀川                                  | 赤松                                         | 杵築市 山香                                  | 宇佐市                                       | 中津市                                       | 椎田町                                       | 苅田                                         | 北九州市小倉 西日本新聞 北九州本社前         | 北九州市小倉 西日本新聞 北九州本社前         |
| 第10日 | 7区間 （98.2 km）  | 西日本新聞 北九州本社前                      | 北九州市 八幡                                | 直方市                                       | 田川市                                       | 飯塚市                                       | 八木山                                       | 篠栗町                                       | 福岡市 西日本新聞本社前                      | 福岡市 西日本新聞本社前                      | 福岡市 西日本新聞本社前                      |
| 総距離 | 総距離             | 全72区間（1056.6 km）                        | 全72区間（1056.6 km）                        | 全72区間（1056.6 km）                        | 全72区間（1056.6 km）                        | 全72区間（1056.6 km）                        | 全72区間（1056.6 km）                        | 全72区間（1056.6 km）                        | 全72区間（1056.6 km）                        | 全72区間（1056.6 km）                        | 全72区間（1056.6 km）                        |

### 第60回から
| ステージ | 区間数 （距離）             | コース                                               | コース                                               | コース                                               | コース                                               | コース                                               | コース                                               | コース                                               | コース                                               | コース                                               | コース |
| -------- | --------------------------- | ---------------------------------------------------- | ---------------------------------------------------- | ---------------------------------------------------- | ---------------------------------------------------- | ---------------------------------------------------- | ---------------------------------------------------- | ---------------------------------------------------- | ---------------------------------------------------- | ---------------------------------------------------- | ------ |
| ステージ | 区間数 （距離）             | スタート                                             | 〜1区                                                | 〜2区                                                | 〜3区                                                | 〜4区                                                | 〜5区                                                | 〜6区                                                | 〜7区                                                | 〜ゴール                                             |        |
| 第1      | 6区間 （82.8 km）           | 長崎市 平和祈念像前                                  | 東長崎                                               | 諫早市                                               | 大村市                                               | 東彼杵町 千綿                                        | 川棚町                                               | 佐世保市 ハウステンボス                              | 佐世保市 ハウステンボス                              | 佐世保市 ハウステンボス                              |        |
| 第1      | （第61回）5区間 （75.2 km） | 長崎市 平和祈念像前                                  | 東長崎                                               | 諫早市                                               | 大村市                                               | 東彼杵町 千綿                                        | 嬉野市                                               | 嬉野市                                               | 嬉野市                                               | 嬉野市                                               |        |
| 第2      | 6区間 （74.0 km）           | 佐世保市役所前                                       | 早岐警察署前                                         | 有田町                                               | 武雄市                                               | 江北町 肥前山口駅前                                  | 小城市                                               | 佐賀市 佐賀県庁前                                    | 佐賀市 佐賀県庁前                                    | 佐賀市 佐賀県庁前                                    |        |
| 第3      | 6区間 （91.9 km）           | 鳥栖市役所前                                         | 久留米市                                             | 筑後市 船小屋交差点南                                | 大牟田市                                             | 玉名市                                               | 熊本市 植木町                                        | 熊本城                                               | 熊本城                                               | 熊本城                                               |        |
| 第4      | 8区間 （122.1 km）          | 八代市役所前                                         | 日奈久温泉                                           | 肥後田浦駅前                                         | 湯浦駅前                                             | 水俣市 水俣駅前                                      | 出水市                                               | 阿久根市                                             | 西方駅前                                             | 薩摩川内市 JR九州川内駅前                            |        |
| 第5      | 5区間 （71.3 km）           | 鹿児島市 照国神社前                                  | 姶良市 重富                                          | 霧島市 東国分                                        | 霧島市 牧の原                                        | 曽於市 通山                                          | 都城市 地裁支部前                                    | 都城市 地裁支部前                                    | 都城市 地裁支部前                                    | 都城市 地裁支部前                                    |        |
| 第6      | 6区間 （86.7 km）           | 宮崎県庁前                                           | 宮崎市 広瀬                                          | 高鍋町                                               | 都農町                                               | 日向市 幸脇                                          | 日向郵便局前                                         | 延岡市役所前                                         | 延岡市役所前                                         | 延岡市役所前                                         |        |
| 第7      | 8区間 （127.3 km）          | 大分市 大分県庁前                                    | 別府市 亀川                                          | 日出町 赤松                                          | 杵築市 山香                                          | 宇佐市                                               | 中津市                                               | 椎田町                                               | 苅田町                                               | 北九州市役所前                                       |        |
| 第8      | 6区間 （83.8 km）           | 北九州市 八幡西区役所前                              | 直方市                                               | 田川市                                               | 飯塚市                                               | 八木山                                               | 篠栗町                                               | 福岡市 西日本新聞本社前                              | 福岡市 西日本新聞本社前                              | 福岡市 西日本新聞本社前                              |        |
| 総距離   | 総距離                      | 全51区間（739.9 km）、（第61回）全50区間（732.3 km） | 全51区間（739.9 km）、（第61回）全50区間（732.3 km） | 全51区間（739.9 km）、（第61回）全50区間（732.3 km） | 全51区間（739.9 km）、（第61回）全50区間（732.3 km） | 全51区間（739.9 km）、（第61回）全50区間（732.3 km） | 全51区間（739.9 km）、（第61回）全50区間（732.3 km） | 全51区間（739.9 km）、（第61回）全50区間（732.3 km） | 全51区間（739.9 km）、（第61回）全50区間（732.3 km） | 全51区間（739.9 km）、（第61回）全50区間（732.3 km） |        |

#### ステージ名称
- 第1ステージ
  - メモリードステージ（第61回・62回）
  - ハウステンボスステージ（第60回）
- 第2ステージ
  - 関家具ステージ（第62回）
- 第3ステージ
  - ボートピアみやきステージ（第62回）
  - 筑水キャニコムステージ（第61回）
  - ベストアメニティステージ（第60回）
- 第5ステージ
  - ユーミーマンションステージ（第62回）
- 第8ステージ
  - 名菓ひよ子ステージ（第61回・62回）

#### コース変更
第61回に関しては初日の第1ステージのみ変更があった。これは佐世保市で「全国和牛共進会」が大会期間中に開催されたことにより、混乱を防ぐため会場近くのハウステンボスにゴールできなくなったためである。このため東彼杵町千綿中継所からのコースが変更され、国道205号ではなく国道34号をそのまま行くルートとなり、佐賀県嬉野市の嬉野温泉地区（市役所総合支所前）がゴールとなった。選手関係者は遅くとも翌朝かなり早くに温泉を発ち、高速道路で佐世保へ移動して第2ステージの勝負に挑む。

## 大会競技規定
8日間で700km超を走破する競技の特殊性から、大会独自の規定が定められている。第60回大会（2011年）の大会競技規定は以下のとおり。
| 競技                 | 各県対抗競技とする。 |            |          |        |        |        |        |        |
| 選手の出走回数       | 選手の出走回数は1回以上3回までとし、1人の選手が1ステージで2回出走してはならない。 |            |          |        |        |        |        |        |
| スタートならびに勝敗 | 8ステージの所要時間の合計により順位を決定する。各ステージでも優勝チームを決定する。 |            |          |        |        |        |        |        |
| タスキ               | タスキの色別は次のとおり。 \| 長崎県 \| 佐賀県 \| 熊本県 \| 鹿児島県 \| 宮崎県 \| 大分県 \| 福岡県 \| 山口県 \| 沖縄県 \| \| 赤色 \| 青色 \| オレンジ色 \| 緑色 \| 茶色 \| 水色 \| 桃色 \| 紫色 \| 黄色 \| |            |          |        |        |        |        |        |
| 長崎県               | 佐賀県 | 熊本県     | 鹿児島県 | 宮崎県 | 大分県 | 福岡県 | 山口県 | 沖縄県 |
| 赤色                 | 青色 | オレンジ色 | 緑色     | 茶色   | 水色   | 桃色   | 紫色   | 黄色   |

## 歴代優勝県
福岡県と宮崎県の上位独占状態であった。
九州一周駅伝
- 第1回（1952年）～第7回（1958年） 福岡県
- 第8回（1959年）～第9回（1960年） 宮崎県
- 第10回（1961年）～第14回（1965年） 福岡県
- 第15回（1966年）～第16回（1967年） 宮崎県
- 第17回（1968年） 福岡県
- 第18回（1969年） 宮崎県
- 第19回（1970年）～第20回（1971年） 福岡県
- 第21回（1972年）～第23回（1974年） 宮崎県
- 第24回（1975年）～第25回（1976年） 福岡県
- 第26回（1977年）～第27回（1978年） 宮崎県
- 第28回（1979年）～第29回（1980年） 福岡県
- 第30回（1981年）～第53回（2004年） 宮崎県
- 第54回（2005年）～第58回（2009年） 福岡県
- 第59回（2010年）宮崎県

グランツール九州
- 第60回（2011年） 宮崎県
- 第61回（2012年）～第62回（2013年） 福岡県[5]

優勝回数
- 宮崎県 36回
- 福岡県 27回

### 2000年ごろの各チームの動向
大会発足当初より福岡県と宮崎県が毎年優勝争いを繰り広げ、これに長崎県が食い下がる図式となっていた。
- 宮崎県は2004年まで24連覇し、一時は大会無意味論や宮崎県排除論が起こるほど圧倒的な強さを誇った。しかし、ほとんどの選手を旭化成勢が占めていた状態を2002年ごろから改め、他の実業団選手や市民ランナーの育成を図るチーム構成を進めるようになったことで、ついに2005年は福岡県に大差をつけられての優勝を許した。
- 2006年は厚い選手層を作り上げた福岡県が連覇を果たしたが、世代交代に成功しつつある宮崎県が前半をリードするなど優勝争いは激しさを増していた。2010年には覇権を奪還した。
- 山口県は2005年まで優勝争いの活躍を続けてきたが、カネボウが経営再建で防府工場を売却したことに伴い2006年4月に陸上競技部をブランド継承先のカネボウ化粧品本社がある東京都に移転したことで、「カネボウ頼み」だったチーム構成の転換を迫られ、その後の苦戦が予想されていた。
- 長崎県は、特に十八銀行で女子の活躍に刺激され男子も力を付けている影響が表れていた。

## 同様の大会
2002年まで同時期に開催されていた東北、関東、甲信越の都道府県対抗戦として、東日本縦断駅伝があった（青森県から東京都を縦断することから「青東駅伝」とも。なお、元々この大会は「本州縦断駅伝」計画のひとつとして組み入れられ、この後東海道を縦断する「東京～大阪駅伝」、更に大阪から山口県下関を縦断する「西日本縦断駅伝」と3大会で本州を縦断し、更にこの大会を合わせて青森から九州を駅伝で結ぶ計画があったとされるが、東海道・西日本の縦断大会はその後実施されなかった。
また戦前にはこの列島縦断駅伝とは別に明治神宮競技大会という今日の国民体育大会のルーツともなる競技会で宮崎県から奈良県橿原市畝傍（うねび）を横断する駅伝大会が存在した。